# Крістофер Гілл
Крістофер Гілл (Джон Едвард Крістофер Гілл, англ. John Edward Christopher Hill; 6 лютого 1912 року — 23 лютого 2003 року) — британський історик-марксист, фахівець з Англійської революції XVII століття.

## Життєпис
Джон Едвард Крістофер Гілл (John Edward Christopher Hill) народився 6 лютого 1912 року в Йорку (графство Йоркшир) в родині Едварда Гарольда (Edward Harold) і Дженет Августи (Janet Augusta).  Гілли були типовими представниками процвітаючого середнього класу.  Його батько, адвокат, був також відомим методистом.  Зовні Крістофер більше скидався на матір.  Але, на відміну від місіс Гілл, дуже жвавої, балакучої і милої, Крістофер мав спокійну вдачу.  Гілл навчався в школі св.  Петра.  Під час навчання в школі представники Балліола-коледжу Оксфордського університету звернули увагу на здатності Гілла і запросили його на навчання.
Перед початком навчання в університеті в 1931 році Гілл довгий час знаходився в Німеччині, у Фрайбурзі, де став очевидцем сходження нацистської партії до влади.  Пізніше він згадував, що ці події згодом сприяли його радикалізації.  В Оксфорді він стає переможцем низки престижних конкурсів.
Під час навчання Гілл стає переконаним марксистом і вступає в Комуністичну партію Великої Британії. У 1935 році Гілл здійснює тривалу десятимісячну подорож в СРСР, де освоює російську мову і вивчає радянську історичну науку, особливо стосовно Британії.
Після повернення стає викладачем в Кардіфського університету та марно намагається записатися в інтербригад під час Громадянської війни в Іспанії. Йому відмовляють, але він знаходить іншу форму солідарності з Іспанією — допомога баскським біженцям. Через два роки в Кардіффі повернувся в Коледж Балліол в 1938 році як штатний співробітник і навчальний асистент.
Після початку Другої світової війни Гілл вступив рядовим на службу в армію. У 1940 році він отримує звання офіцера легкої піхоти. Пізніше (в жовтні 1941 року) його переводять у військову розвідку, а з 1943 року — у Форін-офіс , оскільки його знання російської мови і життя в СРСР виявилося затребуваним.  Під час роботи в Форін-Офісі він під псевдонімом К.  Е.  Холм (переклад його прізвища на російську мову) написав роботу «Дві Співдружності», в якій порівнював Велику Британію і СРСР.  Під час війни Гілл не залишає і наукової діяльності: в цей час він публікує серію статей, присвячених питанням англійської історії XVII століття.
Після війни знову став викладати в Оксфорді (в 1949 році подавався на голову історичної кафедри нового Кілського університету, але його кандидатуру відкинули через членство в компартії).
У 1946 році Гілл і ряд інших істориків-марксистів створюють Групу істориків Комуністичної партії Великої Британії. У 1952 році Гілл і його товариші ( Ерік Хобсбаум , Е. П. Томпсон  , Родні Хілтон , Дона Торр і інші) виступили співзасновниками журналу « Past & Present », що спеціалізувалося на соціальної історії. Під час візиту в СРСР в складі делегації британських вчених в 1955 році безуспішно шукав зустрічі з Борисом Пастернаком , щоб передати йому посилку сестер, які залишилися в еміграції.
Однак після радянської інтервенції в Угорщину в 1956 році Гілл, як і більшість його колег по Групі істориків, виходить з партії на знак протесту; спочатку він вагався, але залишив Компартію Великої Британії в початку 1957 роки після засудження нею одного з його доповідей.  Як і Е.  П.  Томпсон, перейшов з позицій марксизму-ленінізму радянського зразка до марксистської гуманізму.  Разом зі своїми однодумцями став одним з основоположників «нової соціальної історії» і «історії знизу».
Після 1956 року наукова кар'єра Гілла продовжує розвиватися.  Його дослідження з англійської історії XVII століття широко відомі і визнані науковим співтовариством. Ці роботи ґрунтуються на опублікованих джерелах, доступних в Бодліанській бібліотеці , і на історичних дослідженнях — в більшій мірі, ніж на архівних документах. У 1965 році Гілл був обраний керівником Балліола-коледжу, він займав цей пост до виходу у відставку в 1978 році.  На цей час припали студентські хвилювання під гаслами «нових лівих», близьких Гіллу; будучи ректором, він проявив себе як керівник, здатний згладити протистояння між студентами та адміністрацією коледжу.
Після Балліола-коледжу ще викладав в Відкритому університеті. Під кінець життя страждав від прогресуючої хвороби Альцгеймера. Крістофер Гілл помер в 2003 році в будинку для літніх людей від церебральної атрофії.
Він був двічі одружений і мав чотирьох дітей. Його першою дружиною в 1944—1954 роках була Інес Під (уроджена Бартлетт); їхня дочка Фанні потонула під час відпочинку в Іспанії в 1986 році. Його другою дружиною з 2 січня 1956 року і до смерті була Бріджит Айрін Мейсон (уроджена Саттон), товариш по партії і ремеслу (комуністка і історик). Їх перша дочка Кейт загинула в автомобільній аварії в 1957 році; потім у них було ще двоє дітей: Ендрю (1958 року народження) і Діна (1960 року народження).

## Творчість
У центрі наукових інтересів Гілла — англійська революція, що розглядається з позицій класового підходу. Перша книга Гілла — «Англійська революція 1640 року» — вийшла в світ в 1940 році (до 300-річчя описуваних подій) і згодом неодноразово перевидавалася (в 1949, 1955, 1959, 1966, 1968, 1987 рр.). Книга перекладена російською (опублікована в 1947 році), німецькою, італійською, японською, польською, словацькою та іншими мовами. Незважаючи на тривале навчання в СРСР, Гілл, який перебував під впливом радянського історика Є. О. Косминського, «зумів захистити свою мову від сталінського стилю» .
У цій роботі Гілл вступає в полеміку з класичною ліберальною історіографією, яка вважала громадянську війну в Англії не більше ніж боротьбою за конституційну і релігійну свободу. З точки зору Гілла, це була політична і соціальна революція, «великий соціальний рух, як Французька революція 1789 року»; «війна класів» — між деспотичним королем, якого представляють реакційні сили землевласників і церкви, і парламентом, в якому засідали вихідці з торгового та виробничого міських класів, йомени і «прогресивні джентрі» з сільських областей. У результаті цієї класової боротьби «старий порядок, по суті феодальний, був насильно зруйнований, і на його місці був створений капіталістичний соціальний порядок». Це твердження вступило в суперечність не лише з іншими істориками, а й тими марксистами, які відносили виникнення англійського капіталізму до XVI століття. Розпочата дискусія в Групі істориків КПВ закінчилася прийняттям в 1948 році інтерпретації Англійської революції варіантом гілловської — як «буржуазної революції», що призвела до зміни феодального ладу капіталістичним.
Пізніші роботи Гілла приділяють більше уваги питанням вже не базису, а надбудови. Так, в «Інтелектуальних витоках Англійської революції» показано соціально-економічне функціонування наукових, правових і історичних ідей, що вплинули на становлення революції, і зворотний зв'язок (наприклад, як революція і її ідеологічний прапор, протестантський пуританізм в релігії позначилися на розвитку англійської науки) .
Опубліковану в 1972 рік монографію «Світ, перевернутий догори дном» («Світ догори дригом») часто називають найкращою у творчій спадщині Гілла. У ній події середини XVII століття в Англії розглядаються вже не лише як успішна «буржуазна революція», але і як невдала революція «демократична» — невдала спроба трудящих мас вийти з-під буржуазного панування. Він розглядає вже не всю революцію, а «повстання всередині революції» — діяльність радикальних сект на кшталт дигерів і рантерів, що передбачили соціалістичні і ліберальні ідеї, але випередили свій час. Автор також описує, як під прикриттям релігійної мови різні групи просували власні політичні програми: левелери — політичну рівність, дигери — зрівняльний комунізм, а далекі від політичних і економічних питань рантери — по-своєму революційне вчення про свободу і кохання («негативна реакція на капіталізм, заклик до людського братерства, свободи і єдності проти сил суворої етики»). При цьому він підкреслює, що втрачена традиція цих сект може бути корисна в сучасному суспільстві в соціалістичній практиці — якщо не в Англії, то в країнах «третього світу».
У своїй пізній книзі «Англійська Біблія і революція XVII століття» задається питанням, чи стала Біблія в англійському перекладі для Англійської революції «тим, чим Жан-Жак Руссо став для Французької революції, а Карл Маркс — для Російської революції».
Всього написав понад 150 робіт у жанрі наукової статті. Крім історичних праць про XVII століття, писав на актуально-політичні та теоретико-марксистські теми. Після війни закінчив роботу над капітальним працею «Ленін і російська революція».

## Вибрані праці
- Англійська революція, 1640 (1940 рік). 
  - Англійська революція. [Архівовано 15 січня 2019 у Wayback Machine.] — М .: Видавництво іноземної літератури , 1947. — 184 с.  (В бібліотеці журналу « Скепсис »)
- Ленін і російська революція (1947 рік).
- Пуританізм і революції: дослідження англійської революції 17 століття (1958 рік).
- Сторіччя революції: 1603-1714 (1961).
- Суспільство і пуритани в передреволюційної Англії (1964 рік).
- Інтелектуальні витоки Англійської революції (1965 рік).
- Від реформації до промислової революції: соціальна і економічна історія Британії в 1530-1780 рр. (1967 рік).
- Англійська Біблія і революція XVII в. — М.: ИВИ РАН, 1998. — 490 с.